# Парламентские выборы в Норвегии (1918)
Парламентские выборы в Норвегии проходили 21 октября 1918 года, 2-й тур — 11 ноября 1918 года. Результатом стала победа Либеральной партии, которая получила 51 из 123 мест в Стортинге. Несмотря на то, что Рабочая партия получила наибольшее количество голосов, она получила всего 18 мест, что на одно место меньше, чем на выборах 1915 года.

## Избирательная система
Выборы 1918 года проходили по мажоритарной системе в одномандатных округах. В Стортинг избиралось 123 депутата. В округах, где никто не набрал большинства голосов, были проведены 2-е туры. Избирательным правом обладали все граждане старше 25 лет. Эти выборы стали последними, которые проводились по мажоритарной системе. Уже на следующих выборах 1921 года было введено пропорциональное представительство, а число депутатов Стортинга было увеличено на три до 126. Это были также первые выборы, на которых Крестьянская партия получила представителей в стортинг.

## Ход выборов
Первый тур выборов состоялся 21 октября 1918 года. В 1-м туре было избрано 58 депутатов: 37 от сельских округов и 21 от городских. В остальных 68 округах 11 ноября 1918 года был проведён 2-й тур.

## Результаты
| Партия                                | Партия                                | Голоса    | %    | Места | +/- |
| ------------------------------------- | ------------------------------------- | --------- | ---- | ----- | --- |
|                                       | Рабочая партия                        | 209 560   | 31,6 | 18    | -1  |
|                                       | Консервативная партия                 | 201 325   | 30,4 | 40    | +20 |
|                                       | Левая либеральная партия              | 201 325   | 30,4 | 10    | +9  |
|                                       | Либеральная партия                    | 187 657   | 28,3 | 51    | -23 |
|                                       | Норвежская аграрная ассоциация        | 30 925    | 4,7  | 3     | +2  |
|                                       | Рабочие демократы                     | 21 980    | 3,3  | 3     | -3  |
|                                       | Прочие партии и независимые           | 11 074    | 1,7  | 1     | -1  |
| Недействительных/пустых бюллетеней    | Недействительных/пустых бюллетеней    | 12 856    | -    | -     | -   |
| Всего                                 | Всего                                 | 675 377   | 100  | 126   | +3  |
| Зарегистрированных избирателей / Явка | Зарегистрированных избирателей / Явка | 1 186 602 | 60,5 | -     | -   |
| Источники: Nohlen & Stöver            |                                       |           |      |       |     |